# Gobionellus occidentalis
Gobionellus occidentalis es una especie de peces de la familia de los Gobiidae en el orden de los Perciformes.

## Morfología
Los machos pueden llegar a alcanzar los 13,2 cm de longitud total.

## Distribución geográfica
Se encuentra desde Guinea-Bissau hasta el Gabón. 

## Observaciones
Es inofensivo para los humanos. 